# شيلمان
شيلمان (بالإنجليزية: Shellman, Georgia)‏ هي مدينة تقع في مقاطعة راندولف بولاية جورجيا في الولايات المتحدة. تبلغ مساحة هذه المدينة 8.2 (كم²)، وترتفع عن سطح البحر 117 م، بلغ عدد سكانها 1166 نسمة في عام 2010 حسب إحصاء مكتب تعداد الولايات المتحدة.

## معرض صور

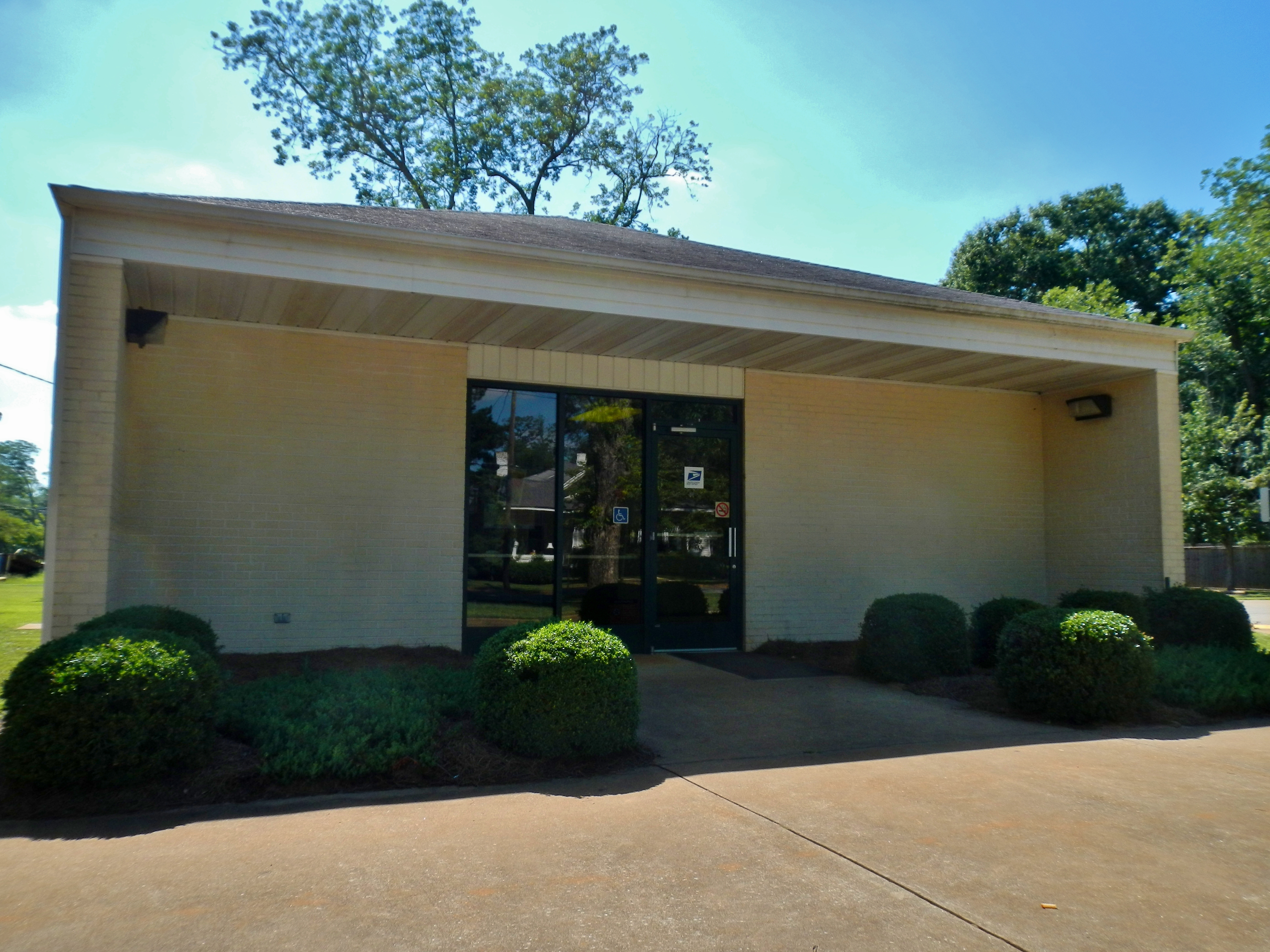
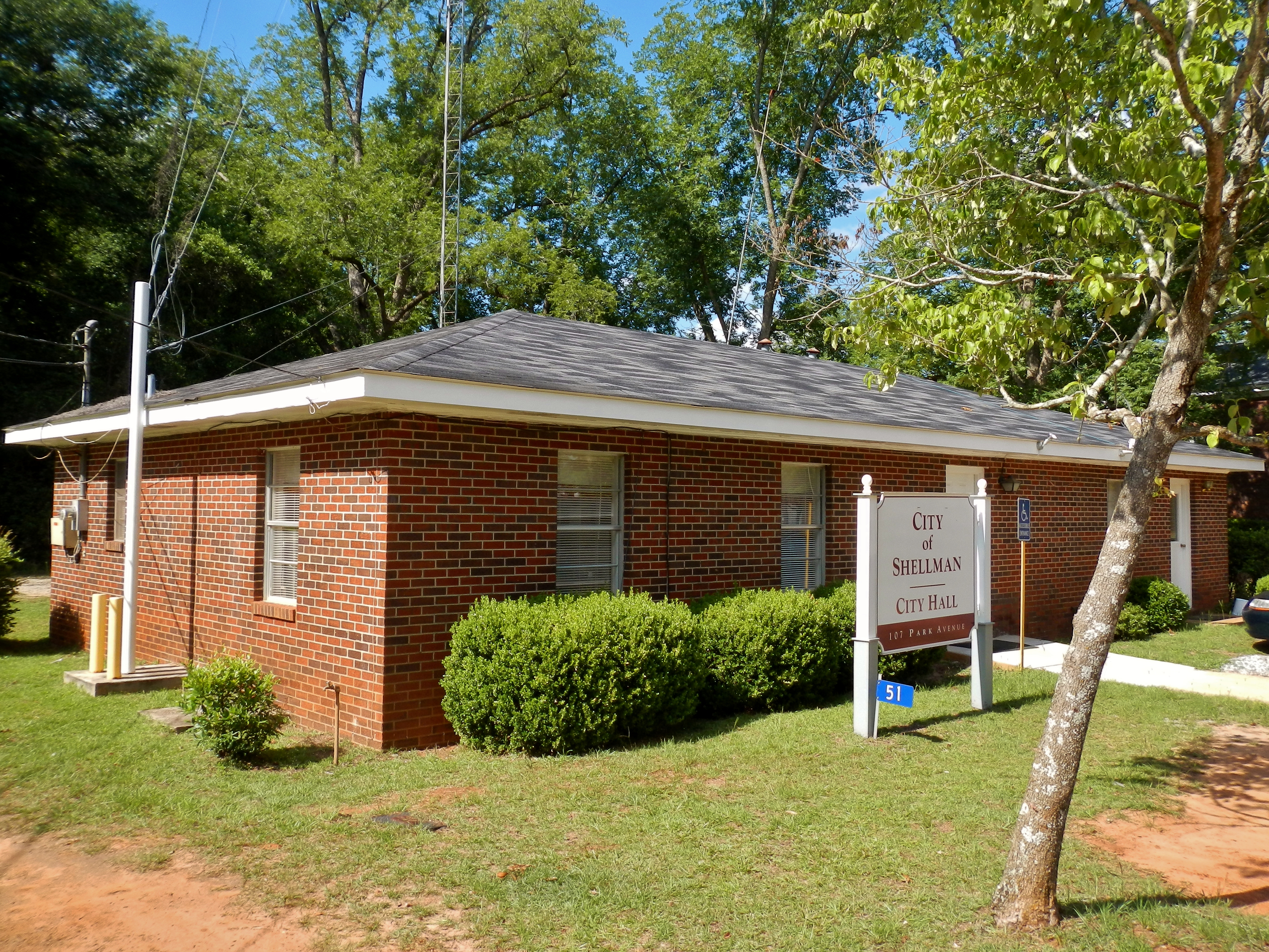
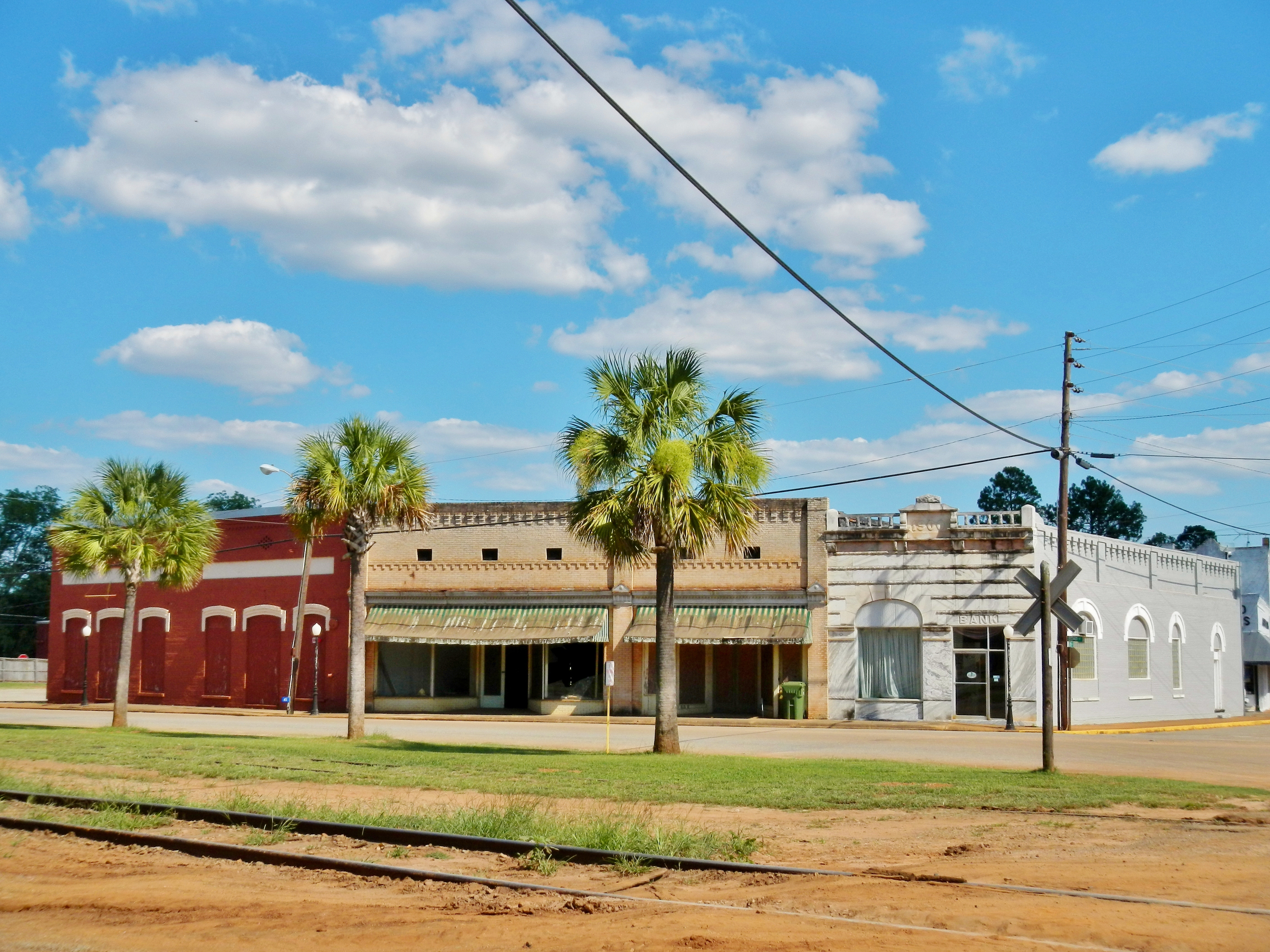
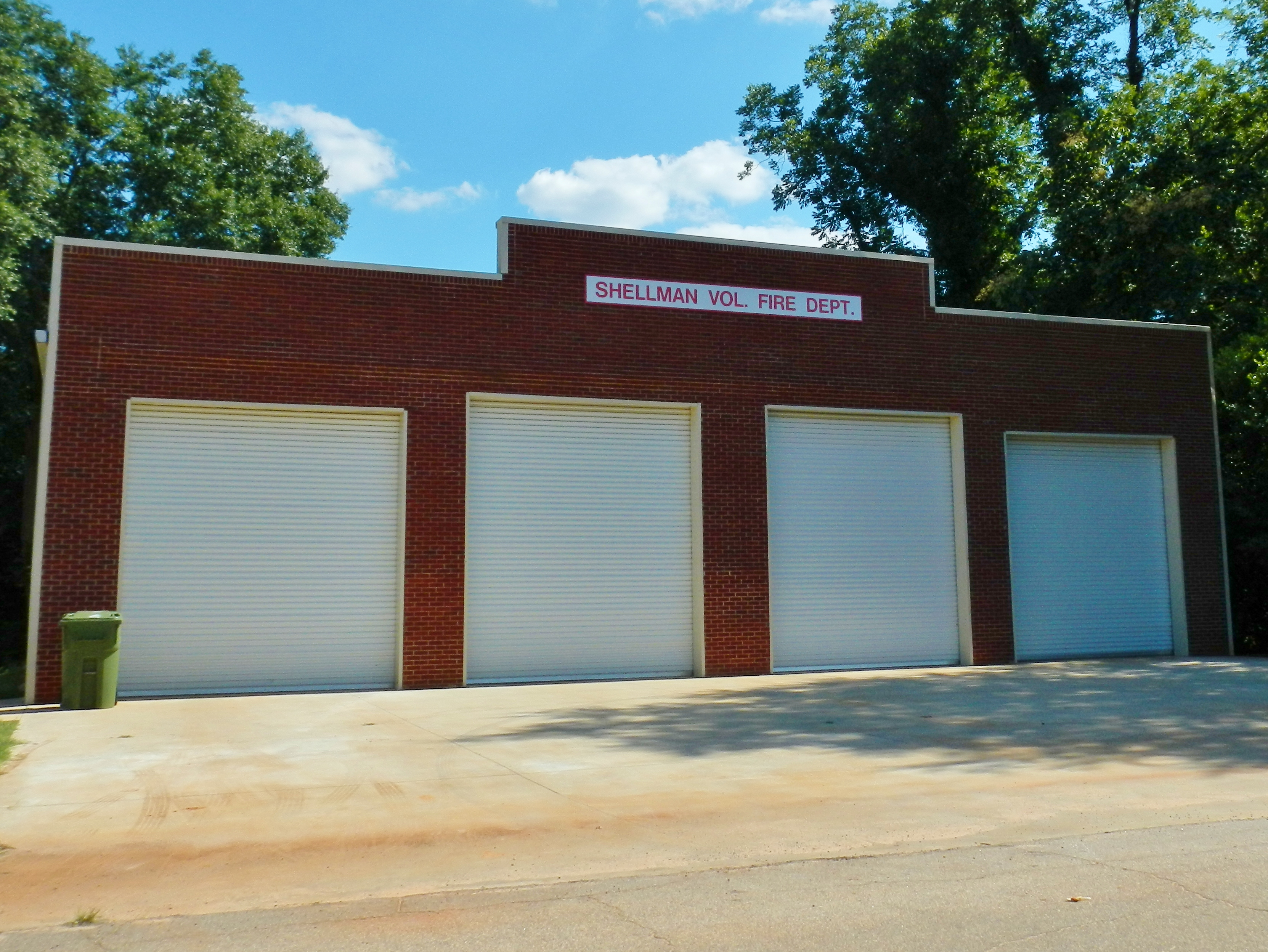

## أعلام
- دونيل هارفي
- توماس ديفيس

## وصلات خارجية
- http://www.shellmanga.com/
- Cities & Counties - Georgia.gov